# فرنسيسكو ايمانويل أورتيغا الثالث
فرنسيسكو ايمانويل أورتيغا الثالث هو سياسي فلبيني، ولد في 1967 في لا يونيون في الفلبين. نشط حزبياً في الحزب الديمقراطي الفلبيني - لاكاس نغ بيان ‏. وقد انتخب Governor of La Union ‏ (30 يونيو 2016 – ) وانتخب عضو مجلس النواب في الفلبين ‏ لترشحه ضمن قائمة Abono Partylist ‏، خلال فترته النيابية ‏ (30 يونيو 2013 – 30 يونيو 2016).